# NRK Møre og Romsdal
NRK Møre og Romsdal (NRKMR) ist der Regionalsender des Norwegischen Reichsrundfunks (NRK) in Møre og Romsdal. Der Sender hat seinen Sitz in Ålesund, mit Abteilungen in Molde und Kristiansund.
Der Sender produziert regionales Fernsehen und Hörfunk sowie als Programm Reich Ålesund (Program riks Ålesund) Fernsehen und Hörfunk für nationale Sender. Neben anderen Sendungen wird die populäre Fernsehserie Der ingen kunne tru at nokon kunne bu, die von NRK1 ausgestrahlt wird, von Programm Reich Ålesund produziert.
Redakteur des NRKMR/Programms Reich Ålesund ist Hallstein Vemøy.

## Geschichte
Rundfunk gab es in Ålesund seit 1924. 1927 wurde die Aalesund Rundfunkgesellschaft gegründet, als vierte Rundfunkgesellschaft Norwegens. Alle privaten Rundfunkgesellschaften wurden 1933 von dem staatlichen NRK abgelöst und es wurde das staatliche Rundfunkmonopol eingeführt. Seit 1933 hat der NRK Rundfunk in Ålesund betrieben. Der NRK-Sender in Ålesund wurde am 15. April 1940 von der deutschen Wehrmacht bombardiert.
1947 erhielt die NRK-Abteilung in Ålesund den Status als distriktskontor (Regionalsender). 1976 wurde die Abteilung in Kristiansund und 1978 die Abteilung in Molde eröffnet.